# 50 Cent
50 Cent   (South Jamaica, 6 de juliol de 1975) nom artístic de Curtis James Jackson III, és un cantant de rap i hip-hop. Va assolir fama mundial amb els àlbums Get Rich or Die Tryin' (2003) i The Massacre (2005).
Nascut al barri novaiorquès de Queens, Curtis Jackson traficà amb drogues des del dotze anys fins que decidí iniciar una carrera artística com a cantant de rap. L'any 2000 sofrí un atac i rebé nou trets de pistola; una de les bales l'impactà a la mandíbula i li provocà un canvi a la veu. L'any 2002 fou descobert per Eminem i signà per Interscope Records. Des d'aleshores 50 Cent ha esdevingut un dels rapers que més discos ven i més diners guanya anualment.

## Filmografia
| Any  | Pel·lícula                            | Paper        | Notes                                                        |
| ---- | ------------------------------------- | ------------ | ------------------------------------------------------------ |
| 2003 | 50 Cent: The New Breed                | ell mateix   | DVD                                                          |
| 2005 | The Simpsons                          | ell mateix   | Sèrie TV (un episodi: "Pranksta Rap")                        |
| 2005 | Get Rich or Die Tryin'                | Marcus       | debut al cinema                                              |
| 2005 | 50 Cent: Bulletproof                  | ell mateix   | Videojoc, només veu                                          |
| 2006 | Retorn a l'infern (Home of the Brave) | Jamal Aiken  | Paper secundari                                              |
| 2007 | De La Hoya/Mayweather 24/7            | ell mateix   | Sèrie TV (un episodi: "episodi 1.1")                         |
| 2007 | 6teen                                 | ell mateix   | Sèrie TV (Un episodi: Temporada 3 episodi 1: Sweet 6teen)    |
| 2008 | Assassinat just                       | Spider       | Paper secundari                                              |
| 2008 | Before I Self Destruct                | Clarence     | Paper secundari                                              |
| 2008 | 50 Cent: The Money and the Power      | ell mateix   | Sèrie TV (un episodi: "Choose Your Crew Wisely")             |
| 2009 | 50 Cent: Blood on the Sand            | ell mateix   | Vídeojoc, només veu                                          |
| 2009 | Streets of Blood                      | Stan Johnson |                                                              |
| 2009 | Entourage                             | ell mateix   | Sèrie TV (un episodi: "One Car, Two Car, Red Car, Blue Car") |
| 2009 | Call of Duty: Modern Warfare 2        | soldat       | Videojoc, només veu                                          |
| 2009 | Dead Man Running                      | Thigo        | Postproducció                                                |
| 2009 | Everything's Alright                  | Amos Jenks   | In productora                                                |
| 2009 | Caught in the Crossfire               | Tino         | Postproducció, productor                                     |
| 2010 | 13                                    | Jimmy        | Postproducció                                                |
| 2010 | The Dance                             |              | Preproducció                                                 |
| 2010 | Love Me, Love Me Not                  | ell mateix   | Preproducció                                                 |
| 2010 | The Ski Mask Way                      | Seven        | Preproducció                                                 |
| 2010 | Twelve                                | Lionel       | Paper secundari                                              |
| 2010 | Jekyll and Hyde                       |              | Preproducció                                                 |
| 2010 | Morning Glory                         | ell mateix   | Producció                                                    |
| 2010 | Vengeance                             | Black        | Postproducció                                                |
| 2011 | Gun                                   | Rich         | Postproducció                                                |
| 2011 | Blood Out                             | Hardwick     | en rodatge                                                   |
| TBA  | Things Fall Apart                     | Unknown      | In productora                                                |

## Guardons
Nominacions
- 2004: Grammy al millor nou artista[11]